# Jeanne Carmen
Jeanne Laverne Carmen (4 de agosto de 1930 - 20 de diciembre de 2007) fue una modelo, actriz y golfista profesional estadounidense.

## Primeros años y carrera
Carmen nació en Paragould, Arkansas. De niña, recogió algodón antes de escaparse de casa a los 13 años. Siendo adolescente, se trasladó a Nueva York y consiguió un trabajo como bailarina en Burlesque, con Bert Lahr. Más tarde se convirtió en modelo y apareció como pin-up girl en varias revistas masculinas, como Wink, Titter, y Beauty Parade. Fue golfista profesional, actuando con Jack Redmond y dirigida por éste. Hizo giras por clubes de campo y ferias del condado con Redmond y su entonces esposo Sandy Scott. A los 20 años, mientras estaba de gira y viajaba a Florida, conoció a Johnny Rosselli, el enlace del Outfit de Chicago en Los Ángeles, que la llevó, sin su esposo, a Las Vegas. La pareja, ya íntima, se alojó en el Desert Inn, donde estafaron a ricas víctimas que apostaron sin éxito contra ella ganando partidas en el campo de golf del casino. Rosselli le presentó a Frank Sinatra, que la llevó de Las Vegas a Hollywood.
En Hollywood, apareció en películas de serie B como Guns Don't Argue y The Monster of Piedras Blancas. Interpretó tanto a rubias platinadas descaradas como a mujeres españolas sensuales (con su pelo oscuro natural). Su atractivo físico, su figura de reloj de arena y sus ojos verdes la llevaron rápidamente a la gran pantalla en 1956 para interpretar a una aguerrida señorita española llamada Serelda en la película The Three Outlaws, un western basado en los mismos hechos que la posterior Butch Cassidy and the Sundance Kid, coprotagonizada por Neville Brand y Alan Hale, Jr. como Butch y Sundance. El productor y director Howard W. Koch la contrató para interpretar a una india en War Drums, con Lex Barker, famoso por Tarzán. Koch se encariñó con Carmen y la eligió para su siguiente película para Warner Bros, Untamed Youth (1957), coprotagonizada por la leyenda del rockabilly Eddie Cochran, que inspiró a Cochran a versionar la canción "Jeannie, Jeannie, Jeannie" para ella.
Carmen también apareció como femme fatale en Portland Exposé con Frank Gorshin. y en el corto de los Tres Chiflados A Merry Mix Up, interpretando a Mary, la novia de Joe Besser. El cortometraje destaca porque los Chiflados interpretan a tres trillizos idénticos.

## Años posteriores
En 1998, Carmen protagonizó un episodio de televisión titulado "Jeanne Carmen: Queen of the B-Movies" en la serie E! True Hollywood Story. En él se afirmaba que Carmen mantenía una "amistad peligrosamente estrecha con Marilyn Monroe y los Kennedy" y que, tras la muerte de Monroe, Johnny Rosselli, que trabajaba para el jefe de la mafia de Chicago Sam Giancana, le dijo que abandonara la ciudad. Creyendo que su vida corría peligro, huyó a Scottsdale, Arizona, donde vivió de incógnito durante más de una década. Carmen abandonó su melena rubia platino, tuvo tres hijos y llevó una vida tranquila, sin mencionar nunca su vida anterior en Hollywood.
La última entrevista publicada de Carmen fue el 21 de noviembre de 2007 por SX News, un semanario australiano de gays y lesbianas.

## Muerte
El 20 de diciembre de 2007, a los 77 años, Jeanne Carmen murió de linfoma en su casa de Irvine, California, donde residía desde 1978. Le sobreviven tres hijos, Melinda, Kellee Jade, y Brandon, y tres nietos.
En el momento de la muerte de Carmen, se estaba preparando una película biográfica sobre su vida, con Christina Aguilera, Scarlett Johansson, y Kate Bosworth como posibles intérpretes.

## Filmografía
| Año  | Título                                | Papel                                 | Notas                                               |
| ---- | ------------------------------------- | ------------------------------------- | --------------------------------------------------- |
| 1951 | Mike and Buff                         | Princesa Jeanne                       | Episodio: "Princess Jeanne"                         |
| 1953 | Striporama                            | Venus Beauty                          | Sin acreditar                                       |
| 1956 | The Three Outlaws                     | Serelda                               |                                                     |
| 1957 | War Drums                             | Luna amarilla                         |                                                     |
| 1957 | A Merry Mix Up                        | Mary                                  |                                                     |
| 1957 | Untamed Youth                         | Lillibet                              |                                                     |
| 1957 | Portland Exposé                       | Iris                                  |                                                     |
| 1958 | I Married a Woman                     | Chica de la cámara                    | Sin acreditar                                       |
| 1958 | Too Much, Too Soon                    | Tassles                               | Sin acreditar                                       |
| 1958 | The Millionaire                       | Mary Evans                            | episodio: "The Wally Bannister Story"               |
| 1958 | 26 Men                                | Lili Mae Turner                       | episodio: "The Last Rebellion"                      |
| 1958 | Born Reckless                         | Chica del rodeo                       |                                                     |
| 1959 | The Monster of Piedras Blancas        | Lucy                                  |                                                     |
| 1959 | Riverboat                             | Janine - Chica rubia en la diligencia | episodio: "A Night at Trapper's Landing" uncredited |
| 1959 | Have Gun – Will Travel                | Chica rubia glamurosa                 | episodio: "Tiger" uncredited                        |
| 1960 | Tightrope                             | Francie                               | episodio: "The Chinese Pendant"                     |
| 1961 | The Dick Powell Show                  | Nikki                                 | episodio: "Three Soldiers"                          |
| 1962 | The Devil's Hand                      | La rubia culta                        | acreditada como Jeannie Carman                      |
| 1998 | "Outside" videoclip de George Michael | Mujer con un niño con correa          |                                                     |
| 2005 | The Naked Monster                     | Mrs. Lipschitz                        |                                                     |